# 奧洛烏佩納瀑布
奧洛烏佩納瀑布（Oloʻupena Falls）是美國夏威夷群島的一座瀑布，位於莫洛凱島上。奧洛烏佩納瀑布總落差達2,953英尺（900公尺），是美國最高、世界第四高的瀑布。

奧洛烏佩納瀑布

奧洛烏佩納瀑布位在莫洛凱島的東北部，東莫洛凱火山以北，卡勞帕帕半島以東，行政上屬於茂宜縣管轄。附近沒有公路，必須徒步或以直升機抵達。